# Chlorospingus canigularis
Chlorospingus canigularis là một loài chim trong họ Emberizidae.